# Доменный объект
Доменные объекты — это объекты в объектно-ориентированных компьютерных программах, выражающие сущности из модели предметной области, относящейся к программе, и реализующие бизнес-логику программы. Например, программа, управляющая заказами, может содержать такие доменные объекты, как «заказ», «позиция заказа», «счёт-фактура».
Доменные объекты инкапсулируют всю необходимую для программы информацию об объекте предметной области. Так, например, реальный сотрудник может иметь фамилию, имя, отчество, пол, возраст (модель предметной области), но, если в программе используются только фамилия и имя, то именно они будут включены в качестве атрибутов доменного объекта (уровень объектов предметной области).

## Использование термина
Термин доменный объект (англ. domain object) буквально переводится на русский язык как «объект [предметной] области», однако этот термин русскоязычными программистами используется только в контексте создания программного обеспечения (в то время как в бизнес-моделировании может использоваться термин бизнес-объект (англ. business object)). Термин объект предметной области является наиболее общим.